# Valle de California (Chile)
El valle de California o valle California es un valle chileno ubicado en la comuna de Palena, en la zona del Alto Palena, región de Los Lagos, entre los hitos 16 y 17 de la frontera con Argentina. El valle cuenta con pobladores chilenos desde el comienzo del siglo XX y fue reclamado por Argentina en la disputa limítrofe del río Encuentro-Alto Palena, llegando a ocupar parte del lugar en la década de los 50 que acabó en 1966 con un fallo arbitral.

## Clima
El clima es clima continental. La temperatura media es de 3 °C. El mes más cálido es febrero, con 12 °C, y el más frío es julio, con −6 °C. La precipitación media anual es de 3085 milímetros. El mes más lluvioso es diciembre, con 350 milímetros, y el más seco es septiembre, con 169 milímetros.

## Historia

Disputa limítrofe del río Encuentro-Alto Palena.

El 2 de mayo de 1956 pobladores chilenos del valle de California, Alto Palena fueron notificados por autoridades argentinas de Esquel de que debían solicitar títulos argentinos de dominio. Carabineros instruyó a la población para impedir que siguieran la disposición y notificó al comandante de la Gendarmería de Esquel que Carabineros impediría su accionar al ser una violación al status quo acordado entre los dos países.
El 3 de noviembre de 1958 los gendarmes argentinos ingresaron nuevamente en la zona en disputa.
El 22 de marzo de 1960 Frondizi y Alessandri firmaron en Santiago de Chile la Declaración Conjunta sobre Arbitraje. Los dos presidentes habían acordado someter al arbitraje de la reina Isabel II de Gran Bretaña (o en su defecto del presidente de Suiza) la disputa limítrofe en la zona del río Encuentro y valles de Palena y California, mientras que la disputa del Beagle sería sometida ante la Corte Internacional de Justicia de La Haya.
En el valle de California, Alto Palena, ocupado por gendarmes argentinos desde 1958, se estuvo a punto de presenciar un grave incidente en 1965 debido al ambiente tenso que reinaba. Un grupo de gendarmes, liderado por un alférez argentino, intentó agredir a un colono chileno desarmado, lo que llevó al Canciller Gabriel Valdés a presentar una protesta formal. La prensa chilena, por su parte, inició una campaña para cancelar la visita del Presidente Frei Montalva a Argentina, cuyo propósito era precisamente avanzar en las tareas pendientes de delimitación fronteriza entre ambos países.  
La respuesta desde Argentina tardó varios días en llegar. Finalmente, el Canciller Zavala Ortiz visitó Santiago brevemente y afirmó no estar al tanto de lo ocurrido en el valle de California. No obstante, al ser informado de los detalles del incidente, el presidente Illia ordenó la retirada del alférez argentino responsable de la patrulla.  
Este gesto fue considerado satisfactorio por el gobierno chileno, lo que permitió retomar los planes de la visita presidencial. Frei Montalva llegó a Mendoza el 30 de octubre, donde fue recibido cordialmente, lo que dio la impresión de que los conflictos recientes habían quedado atrás. Durante el encuentro, los mandatarios acordaron concluir las actividades de la comisión mixta en un plazo de cinco años y firmaron un compromiso para someter el conflicto del Canal Beagle a arbitraje internacional, aunque dicho acuerdo no logró implementarse en la práctica.
A raíz del fallo de 1966 el ministro de Relaciones Exteriores de Chile, Gabriel Valdés, declaró que "el Laudo confirma plenamente la soberanía chilena en el valle de California, que fue poblado desde antiguo por Chile, en un recto entendimiento del fallo de 1902". Agregó que la sentencia rechaza la decisión tomada en 1955, por la Comisión Mixta de Límites sobre el curso del río Encuentro y acepta la tesis chilena de que dicho río tiene su origen en el Cordón de la Vírgenes. Asigna a Argentina la región más montañosa, no poblada, situada en el sur de la zona del litigio".
La demarcación en el terreno debía ejecutarse en el verano de 1966 - 1967 comenzando no más tarde del 7 de enero de 1967. Unos 420 km² de tierras fértiles en disputa fueron reconocidos a la Argentina, incluyendo los valles Norte y Hondo, la rica región del río Engaño y de laguna del Engaño, como también se perpetúa la ocupación del valle de las Horquetas por parte de la Gendarmería Argentina. Mientras, el valle California, la parte más fértil del territorio en disputa, fue reconocido a Chile.